# 上利別站

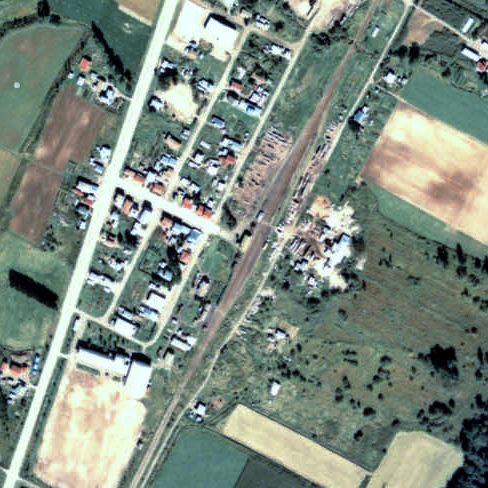
1977年的國鐵池北線時代上利別站與方圓500米範圍。上方為北見方向。

上利別站（日语：／ Kami-Toshibetsu eki */?）是位於北海道足寄郡足寄町上利別本町，北海道池北高原鐵道的故鄉銀河線車站（廢站）。隨著故鄉銀河線廢線，車站在2006年（平成18年）4月21日廢除。

## 歷史
與仙美里站一樣，此站曾經最接近陸軍軍馬補充部十勝分部（西竹一曾經在該處執行職務）。因此，兩站均由於考慮到會有將官、皇族、大臣等貴賓到訪而建設大型車站大樓。站前空間也比較大。
- 1910年（明治43年）9月22日 - 鐵道院網走線池田站至淕別站之間開通，此站啟用[4]。當時為一般車站[5]。
- 1912年（大正元年）11月18日 - 池田至網走路線改名為網走本線[1]。
- 1935年（昭和10年）11月 - 翻新車站大樓[6]。
- 1949年（昭和24年）6月1日 - 日本國有鐵道成立，成為日本國有鐵道車站。
- 1961年（昭和36年）4月1日 - 池田至北見之間改名為池北線，成為池北線車站[1][7]。
- 1977年（昭和52年）4月28日 - 成為無人車站（只有運輸要員當值）[8]。結束處理貨物和行李，旅客業務無人化。
- 1987年（昭和62年）4月1日 - 伴隨國鐵分割民營化，車站由北海道旅客鐵道（JR北海道）營運。
- 1989年（平成元年）6月4日 - 北海道池北高原鐵道繼承池北線[1][9][10][11][12][13][14]。
- 1997年（平成9年）3月1日 - 成為無人車站[15]。
- 2006年（平成18年）4月21日 - 故鄉銀河線全線廢除[2][16]，此站也廢除。車站大樓變為足寄町擁有。
- 2015年（平成27年）秋　因暴風雨使車站大樓屋頂受損。
- 2016年（平成28年）4月～6月　把車站大樓拆毀[17]。在拆毀後，部分物資用作裝修舊深名線沼牛站[18]。

## 車站構造
截至車站廢除前，此站是地面車站，設有2面2線的相對式月台。此站設有木製車站大樓，足寄高等學校的師生在外牆繪上圖畫。

## 車站周邊
車站位於上利別村落內，設有商店等設施。車站附近有一家鋸木廠。
- 北海道道621號足寄原野上利別停車場線（日语：北海道道621号足寄原野上利別停車場線）
- 國道242號（日语：国道242号）
- 本別警署上利別駐在所
- 上利別郵局
- 十勝巴士（日语：十勝バス）「上利別」巴士站

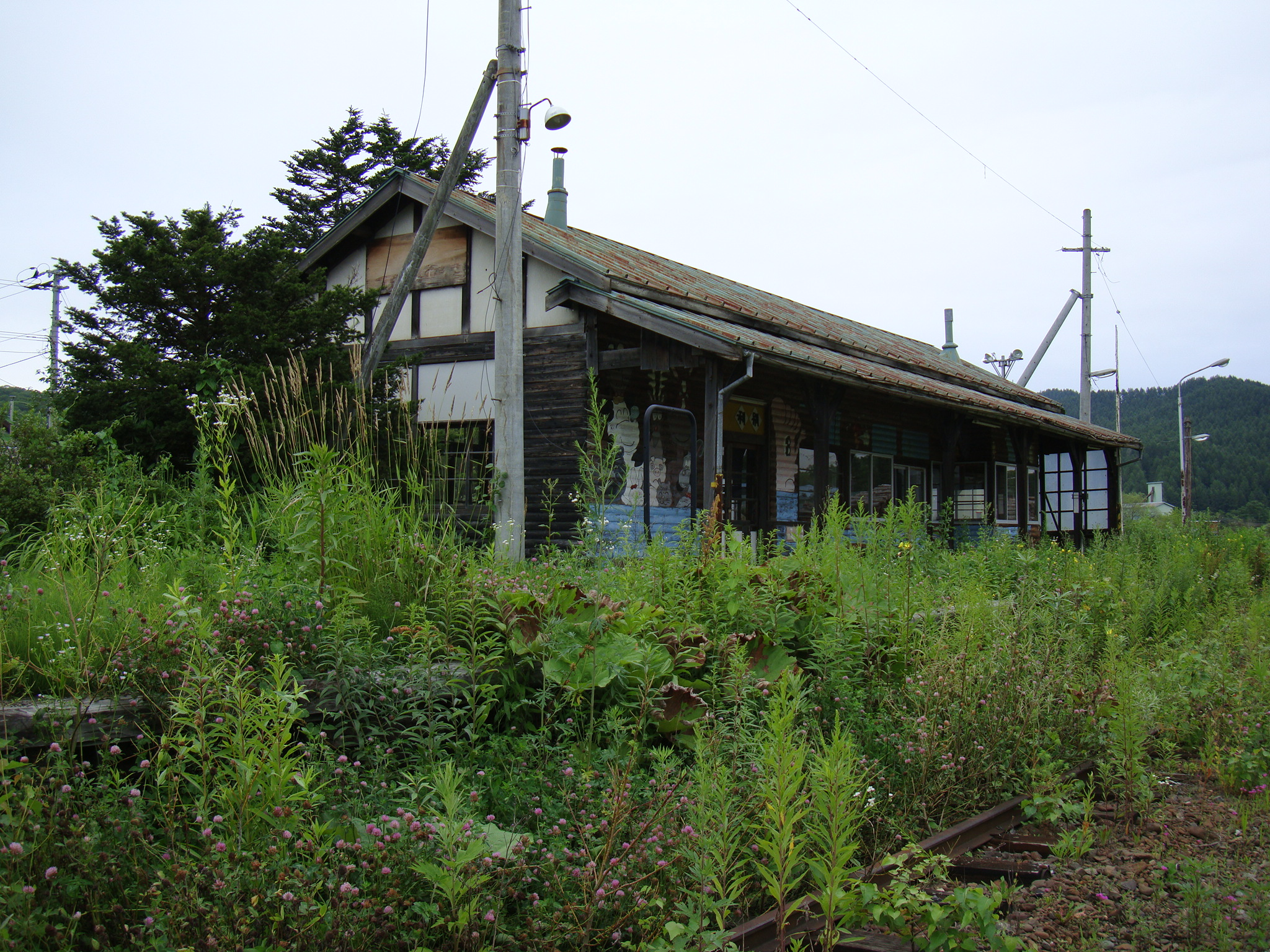
2009年7月的月台。路軌還存在。
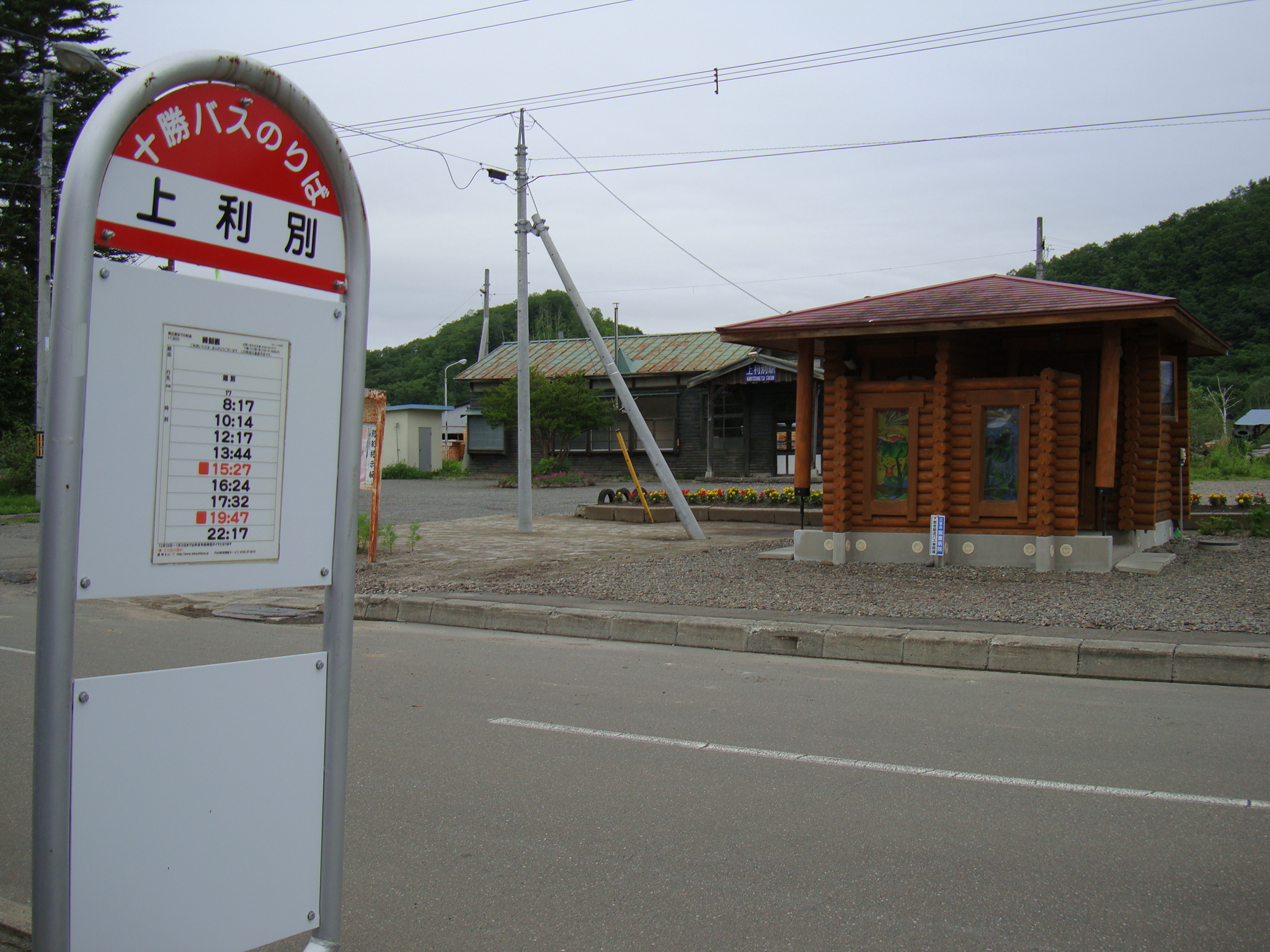
替代巴士停靠在國道上
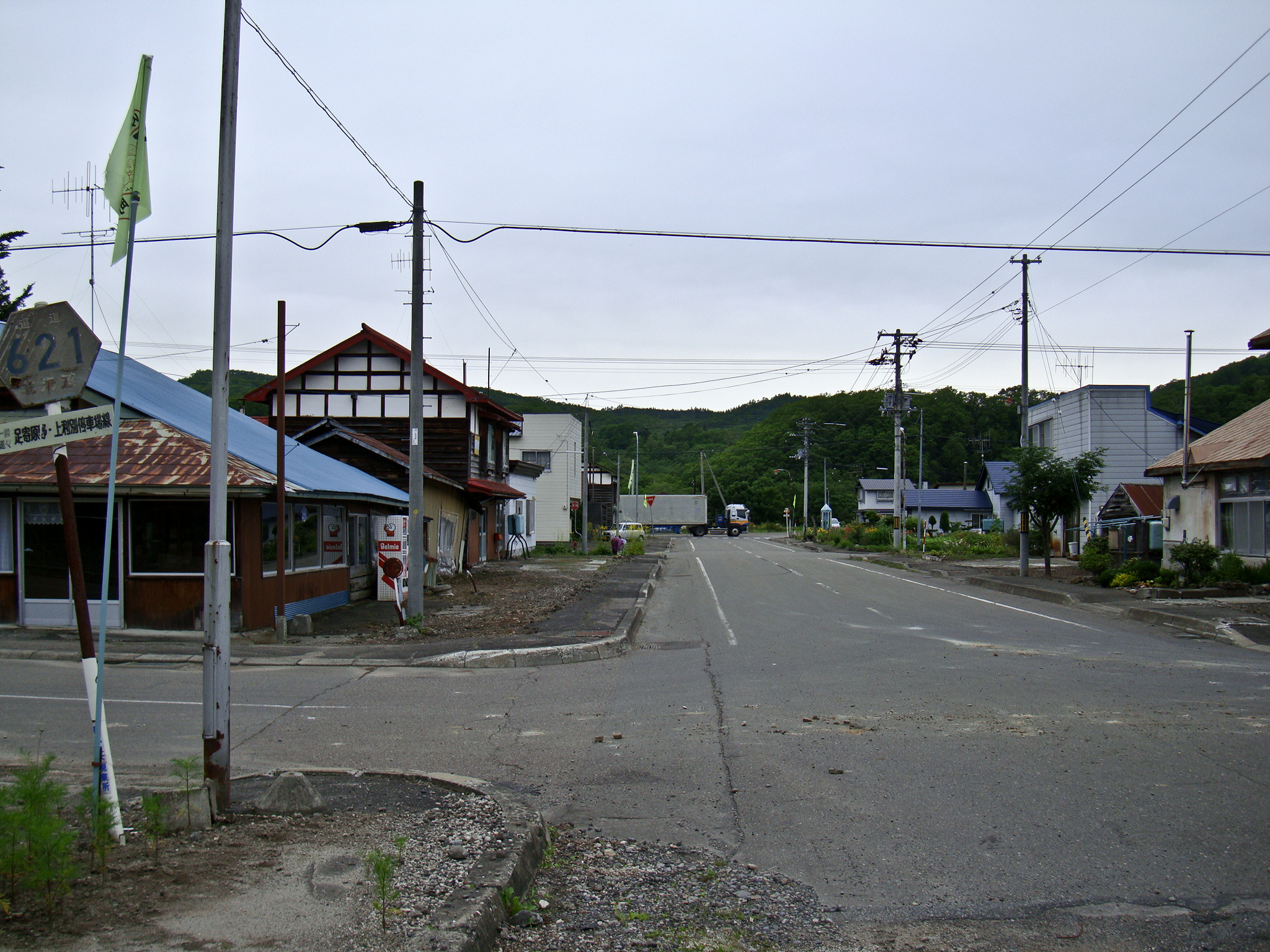
舊上利別站與國道242號路口

## 相鄰車站
北海道池北高原鐵道
故鄉銀河線
鹽幌－上利別－笹森

## 注腳
1. 1 2 3 4   田中和夫（監修）. . 上巻 国鉄・JR線. 北海道新聞社（編集）. 2002-07-15: 236–237頁. ISBN 978-4-89453-220-5. ISBN 4-89453-220-4 （日语）.
2. 1 2 3  北見現代史編集委員会（編集）. . 北見市: 981頁. 2007-01 （日语）.
3. ↑  《10年》 p. 104
4. ↑  《官報》1910年09月17日 鉄道院告示第81号 （页面存档备份，存于）（國會圖書館）
5. ↑  《JR釧路支社》 p. 79
6. ↑  《JR釧路支社》 p. 87
7. ↑  《JR釧路支社》 p. 96
8. ↑  《JR釧路支社》 p. 108
9. ↑  田中和夫（監修）. . 下巻 SL・青函連絡船他. 北海道新聞社（編集）. 2002-12-05: 222頁–223頁. ISBN 978-4-89453-237-3. ISBN 4-89453-237-9.
10. ↑  北見現代史編集委員会（編集）. . 北見市: 952頁,954頁. 2007-01 （日语）.
11. ↑  ふるさと銀河線10周年記念事業実行委員会（編集）. : 21–24頁、95頁. 1999-06-04 （日语）.
12. ↑  . 北海道新聞 (北海道新聞社). フォト北海道（道新写真データベース）. 1989-06-03  [2016-11-25]. （原始内容存档于2016年11月25日） （日语）.
13. ↑  《JR釧路支社》 p. 122
14. ↑  《10年》』 p. 105
15. ↑  《10年》 p. 110
16. ↑  . 北海道新聞 (北海道新聞社). フォト北海道（道新写真データベース）. 2006-04-21  [2016-11-25]. （原始内容存档于2016年11月25日） （日语）.
17. ↑  旧上利別駅舎解体へ　足寄・旧ふるさと銀河線 （页面存档备份，存于）2016年5月10日　十勝毎日新聞
18. ↑  深名線沼牛駅　駅舎保存へネット募金…廃止２０年　北海道 （页面存档备份，存于）（日語） 2016年5月13日　毎日新聞